# Guerra Civil do Tajiquistão
A guerra civil no Tajiquistão (em tajique: Ҷанги шаҳрвандии Тоҷикистон, Jang shahrvandii Tojikiston) começou em março de 1992, quando grupos étnicos de regiões  de Garm e Gorno-Badakhshan, que foram sub-representadas pela elite, se levantaram contra o governo nacional do presidente Emomali Rahmonov do Supremo Conselho, representando as cidades de Khujand e Leninabad, ou seja, as regiões de Khatlon e Sughd. Do ponto de vista político, os liberais democratas e os islamistas estavam descontentes com as reformas, que lutaram juntos e, posteriormente organizados sob a bandeira da Oposição Tajique Unida.
O Presidente Rahmonov, o líder da Oposição Unida Sayid Abdulloh Nuri e o Representante Especial do Secretário-Geral das Nações Unidas Gerd Merrem colocaram um fim à guerra civil, quando foi assinado em 27 de Junho de 1997, o Tratado sobre a manutenção da paz e da concordância do Tajiquistão e o Protocolo de Moscou.
O conflito deixou um saldo de 50 000 a 100 000 pessoas mortas, além de mais de 1,2 milhões de desalojados.